# Pyjamas
En pyjamas er et ord med flere betydninger, som har relation til beklædning. Ordet pyjamas eller pajamas (پايجامه) er persisk og er sammensat af de to ord pai (da. ben) og jamah (da. beklædning) og betyder derfor benklæder.
- Den originale pyjamas — er løse, lette benklæder bundet om livet og anvendes i Syd- og Vestasien.[1]

- Et løst, todelt beklædning afledt af det førnævnte beklædning og bæres af især mænd og drenge som nattøj, i Storbritannien, USA og andre lande.

- Andet beklædning afledt af førnævnte beklædning, såsom kvinders strandpyjamas.